# Амурский залив (станция)
Амурский залив — железнодорожная станция Владивостокского отделения Дальневосточной железной дороги на линии Уссурийск — Владивосток.
На платформе останавливаются все электропоезда, следующие в направлении Уссурийска и Владивостока. Пассажирские поезда проходят платформу без остановки.